# Brígida Pardo López
Brígida Pardo López (Güevéjar, 9 de enero de 1904- Víznar, 8 de octubre de 1936) fue una mujer española fusilada por su ideología de izquierdas en los comienzos de la guerra civil. 

## Trayectoria
Brígida nació en Güevéjar siendo la tercera de los nueve hijos del matrimonio formado por Natalia López Sánchez y Gabriel Pardo Leyva. Se casó con José López Robles el 13 de mayo de 1930. Él era jornalero y ella era ama de casa, dedicándose esporádicamente a la recogida de aceituna. Según el Censo de 1930, no poseía instrucción. El matrimonio no tuvo hijos.
El marido era militante del Partido Socialista Obrero Español (PSOE) y pertenecía también a la Unión General de los Trabajadores (UGT), pero se desconoce si ella era militante. Testimonios orales la recordaban portando la bandera republicana en diferentes manifestaciones. Pardo López junto a otros fue denunciada por el alcalde de la Gestora derechista, “por amenazas a convecinos suyos, personas de orden” tras participar en la huelga agraria de 5 de junio de 1934. Fueron sancionados con el cierre de la Casa del Pueblo y la supresión de actividad sindical. Tras los elecciones de 1936, su marido José López Robles, resultó elegido vocal de la Comisión Gestora de Güevéjar. El 27 de junio le fue adjudicada a su marido una parcela, tras el reparto de tierras del cortijo de Tejútor realizado por Emilio Langle Rubio, director del Instituto de Reforma Agraria.
Fue detenida por los falangistas locales el 20 de agosto de 1936 e ingresada en la cárcel local. Se la trasladó a Granada a primeros de septiembre. Su destino temporal fue la prisión de Santo Tomás. Después fue trasladada a la cárcel de mujeres en el Convento de San Gregorio, próximo a la Calderería. En la tarde del 7 de octubre fueron sacadas de la celda nueve mujeres entre las que se encontraba Pardo López. Las agruparon en el Gobierno Civil junto a dos hombres. Montados en varios coches y escoltados por Guardias de Asalto fueron conducidos a Víznar. Allí fueron fusilados en la madrugada del 8 de octubre. Se supone que fueron enterrados en la gran fosa común del barranco. No consta juicio previo, ni partida de defunción inscrita en el Registro Civil en aquella fecha. Su hermano había sido fusilado el 4 de septiembre.
En 1942 su nombre aparecía en el Boletín Oficial del Estado (BOE) junto a otros en el que se la emplazaba a comparecer ante el juzgado de Gran Vía de Colón de Granada en el plazo de cinco días. Su expediente tenía el número 347 de 1936.